# Torey Thomas
Torey Thomas, né le 26 février 1985, à White Plains, dans l'État de New York, est un joueur américain de basket-ball. Il évolue aux postes de meneur et d'arrière.

## Palmarès
- Supercoupe de Macédoine 2016
- MVP de la Supercoupe de Macédoine 2016
- Coupe de Pologne 2016
- Meilleur intercepteur du championnat de Grèce 2015
- MVP du championnat de Pologne 2011
- All-Star du championnat des Pays-Bas 2010
- Meilleur passeur du championnat des Pays-Bas 2010
- Meilleur intercepteur du championnat des Pays-Bas 2010
- Meilleur défenseur de la Patriot League 2007
- First-team All-Patriot League 2007
- Second-team All-Patriot League 2006
- Champion de France de Pro B en 2018 (ADA Blois Basket 41)